# Joaquim d'Espona i de Nuix
Joaquim d'Espona i de Nuix (Vic, 18 de desembre de 1851 - Girona, 10 de maig de 1925) va ésser un enginyer agrònom i catedràtic. Exercí com a professor interí a l'Institut de Girona, fins que el 1881 obtingué la càtedra d'Agricultura del de Toledo. L'any següent, per trasllat, pogué aconseguir la de Girona, al davant de la qual va romandre fins a la jubilació. També va ser director del centre, entre els anys 1882-1922. Soci de diverses entitats de caràcter cultural i econòmic, entre elles l'Asociación Literaria de Gerona, publicà un Ensayo de un curso de Agricultura elemental (Girona, 1886) i altres escrits sobre aquesta classe de temes i col·laborà a la Revista de Gerona. D'ideologia conservadora, fou elegit regidor de l'Ajuntament de Girona a les eleccions de 1895. Això li permeté d'ocupar la batllia (1895-1897) i posar ordre a les empobrides finances municipals. El 1909 tornà a ser elegit regidor però aleshores les autoritats consideraren que no reunia els requisits legals. Signà el Missatge a la Reina Regent (1888) i fou designat delegat a l'Assemblea de Manresa (1892).